# 진료 기록

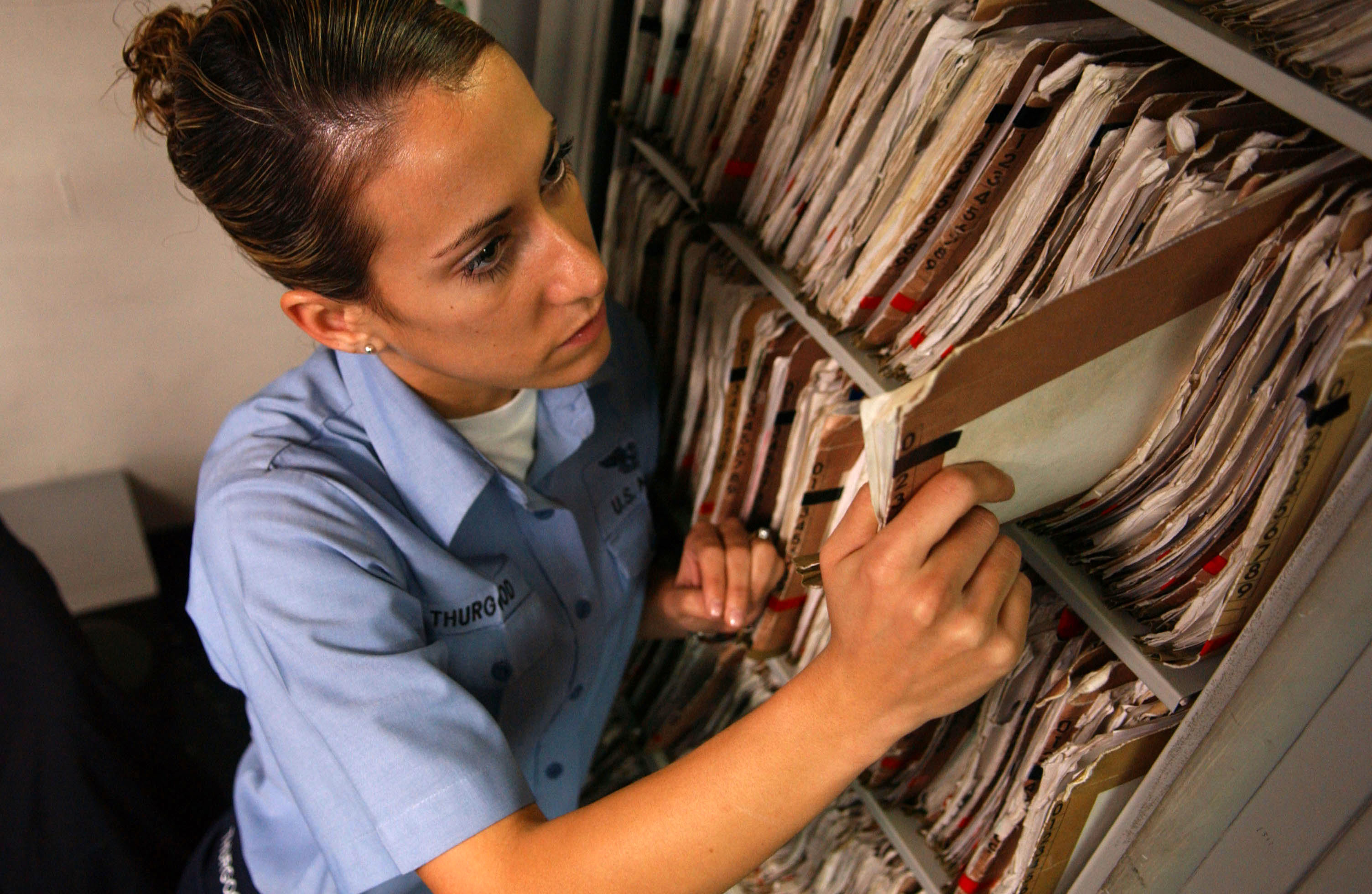
진료 기록 폴더를 꺼내는 모습.

진료 기록(診療記錄), 진료록(診療錄)은 의료인의 판단에 의해 시간의 경과에 따라 특정 환자의 병력과 진료에 대한 체계적인 문서를 기술하는 용어이다.
진료 기록은 전통적으로 의료 제공자들이 모아서 관리해왔으나 온라인 데이터 스토리지가 진보하면서 개인 건강 기록(Personal health record, PHR)을 환자들이 직접 관리하게 하거나 제3사 웹사이트에 맡기는 형태로 발전하였다.
일본에서는 독일어 Karte에서 온, 카루테(カルテ)라는 단어를 사용한다.

## 같이 보기
- 병력
- 카르테

## 참조
1. ↑  “Personal Health Records” (PDF). CMS. April 2011. 2012년 3월 5일에 원본 문서 (PDF)에서 보존된 문서. 2012년 4월 14일에 확인함.
2. ↑  “Frequently Asked Questions”. MyPHR.com. 2012년 4월 11일에 원본 문서에서 보존된 문서. 2012년 4월 14일에 확인함.